# Bitwa morska pod Mylae (36 p.n.e.)
Bitwa morska pod Mylae – starcie zbrojne, które miało miejsce w roku 36 p.n.e. między flotą Oktawiana, a flotą Sekstusa Pompejusza.
Po bitwie w Cieśninie Mesyńskiej Demochares popłynął w kierunku Mylae (Milazzo) na Sycylii, gdzie połączył się z resztą floty Sekstusa Pompejusza. Łącznie siły Democharesa liczyły 155 okrętów. Naprzeciwko niemu wypłynęła flota Oktawiana dowodzona przez Marka Wipsaniusza Agrypę w sile 200 okrętów. Obie floty uderzyły na siebie, przy czym flota Democharesa starała się okrążyć nieprzyjaciela, odcinając poszczególne jednostki. Większe okręty Oktawiana uderzając dziobami spychały jednostki Pompejusza w kierunku brzegu, ostrzeliwując je pociskami. W toku walki Agryppa skierował się ku okrętowi Democharesa, uderzając w niego dziobem i zatapiając. W tej sytuacji Demochares przedostał się na inną jednostkę ale nadal kontynuował ataki na przeciwnika. Sekstus Pompejusz obserwujący bitwę z wysokiego przylądka, widząc nieskuteczność ataków swojej floty, dał w końcu rozkaz do wycofania się do Messany. Zwycięstwo w bitwie przypadło Agryppie, który stracił 5 okrętów, straty Pompejusza wyniosły 30 jednostek zatopionych oraz wiele uszkodzonych.